# Provincia de Ibagué
La provincia de Ibagué es una de las seis regiones en que se subdivide el departamento colombiano del Tolima; está conformada por los siguientes municipios:
- Alvarado
- Anzoátegui
- Cajamarca
- Coello
- Espinal
- Flandes
- Ibagué
- Piedras
- Rovira
- San Luis
- Valle de San Juan